# Erik Heijblok
Erik Heijblok (ur. 29 czerwca 1978 w Wieringen) – holenderski piłkarz grający w klubie FC Volendam na pozycji bramkarza.
Karierę amatorską zaczynał w klubie Hollandia, jednak swój profesjonalny kontrakt podpisał w 2004 roku z klubem HFC Haarlem. W tymże klubie przez 4 lata rozegrał 126 meczów. Przez całe 4 lata spędzone z HFC Haarlem grał w Eerste Divisie (odpowiednik nowej pierwszej – nowej – ligi polskiej). W 2007 roku podpisał kontrakt z grającym w Eredivisie klubem AFC Ajax. Jednak nie udało mu się rozegrać tam żadnego spotkania, postanowił więc odejść do De Graafschap.